# Telestes pleurobipunctatus
A Telestes pleurobipunctatus a sugarasúszójú halak (Actinopterygii) osztályának pontyalakúak (Cypriniformes) rendjébe, ezen belül a pontyfélék (Cyprinidae) családjába tartozó faj.

## Előfordulása
A Telestes pleurobipunctatus a nyugat-görögországi Epiruszban, illetve Korfun él. Albánia déli részén is fellelhető.

## Megjelenése
A hal testhossza általában 5-9,3 centiméter, de a hím akár 18 centiméteresre és a nőstény 22 centiméteresre is megnőhet.
Az ikrái 1,9 milliméter átmérőjűek és ragadósok.

## Életmódja
Apró rajhal. Tápláléka valószínűleg apró rákok, rovarlárvák és repülő rovarok. Legfeljebb 9 évig él.